# Autokino Gravenbruch
Koordinaten: 50° 3′ 21,47″ N, 8° 44′ 43,83″ O
Das Autokino Gravenbruch in Gravenbruch nahe Frankfurt am Main ist das älteste und erste Autokino in Deutschland und das zweitälteste Europas. Es gehört zur Kette der Drive-In-Autokinos, wovon noch weitere in ganz Deutschland existieren.

## Geschichte

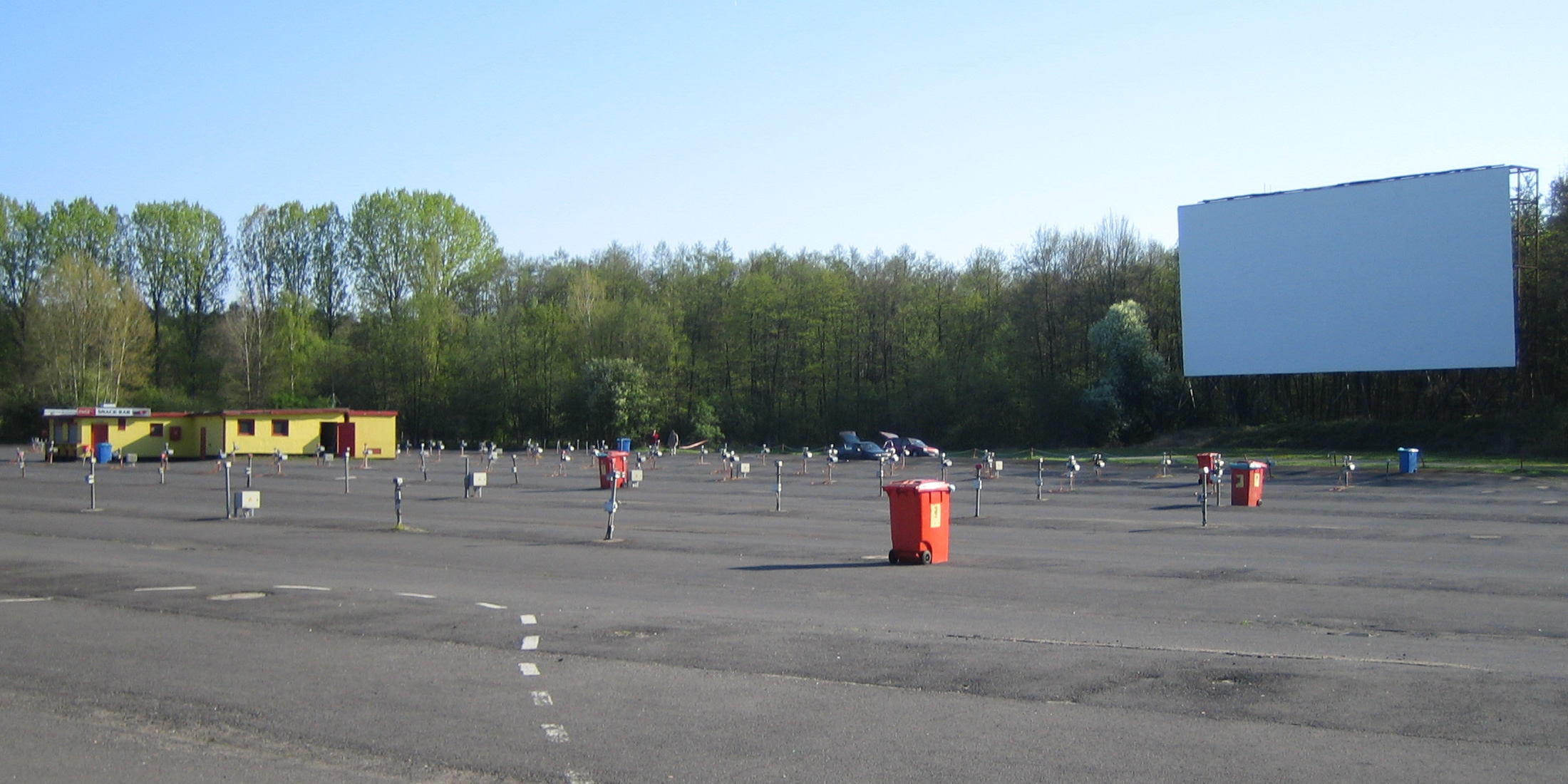
Das Autokino im Jahr 2005

Das Autokino in Gravenbruch wurde am 29. März 1960 als erstes seiner Art in Europa nördlich der Alpen eröffnet. Das Publikum war vom nostalgischen Stil des Geländes mit den kleinen gelben Kassenhäuschen und der großen Leinwand sofort sehr angetan. Zur Premiere wurde der Spielfilm Der König und ich mit Yul Brynner gezeigt. Das Gelände war für damalige Verhältnisse groß und bot reichlich Komfort für die Kinobesucher. Der Boden ist in Wellen angelegt, damit das Auto mit der Vorderachse leicht erhöht zum Stehen kommt, was die Sicht auf die Leinwand verbessert. Auch konnte man den Film ungestört genießen, da jedem Auto separate Lautsprecher ins Innere gehängt wurden, die den Filmton übertrugen. Die Eintrittspreise waren moderat. Dies alles und die Massen an Besuchern verhalfen diesem Autokino zu einem großen Erfolg, wodurch auch in anderen Teilen der Bundesrepublik viele Nachahmer entstanden.

## Entwicklung
Das Autokino hat sich in den darauf folgenden Jahren immer wieder verändert. Verfügte es damals nur über eine einzige Bildleinwand, ist nun eine weitere hinzugekommen. Auch der Filmton wird heutzutage über Funk auf einer bestimmten Frequenz ins Auto übertragen und nicht wie damals noch über kabelgebundene Lautsprecher. Weiterhin wird das Gelände des Starnberger Betreibers nun auch anderweitig genutzt, z. B. wird dort jeden Samstag ein privater Autoverkauf organisiert. Autoradios und Heizlüfter können gegen Pfand ausgeliehen werden. Ebenfalls neu ist eine Snackbar, in der man sich mit Essen und Trinken für die spätere Vorstellung versorgen kann. Wenn einmal eine Vorstellung, die bei Einbruch der Dunkelheit beginnt, wegen zu schlechtem Wetter abgebrochen werden muss (was nur bei extremen Wetterbedingungen vorkommt), bekommt man Freikarten für einen weiteren Film. Weitere Entwicklungen sind in der Geländeerweiterung zu sehen, es ist mitunter Platz für 1.100 Pkw, aber auch größere Wagen sind zugelassen. Dennoch ist eine Vorstellung so gut wie nie ausverkauft und die Durchschnittsbesucherzahl pro Jahr beträgt nur 60.000, womit man an frühere Erfolge nicht mehr anknüpfen kann.

## Technische Ausstattung
Auf dem Gelände stehen zwei Bildwände.
Die Bildwand von Kino 1 misst 36 Meter in der Breite und 15 Meter in der Höhe, das ist eine Bildfläche von 540 Quadratmetern.
Ende 2022 wurde der digitale Projektor NEC NC3200S (2K-Auflösung) mit einem 7000 Watt Xenonkolben durch einen Barco SP4K-55 Laserprojektor (4K-Auflösung) ersetzt.
Dadurch hat sich die Lichtleistung von ca. 33000 Lumen auf ca. 52000 Lumen erhöht.
Der Filmton wird über Ultrakurzwelle auf der Frequenz 91,5 MHz direkt ins Autoradio übertragen.
Die Bildwand von Kino 2 misst 24 Meter in der Breite und 10 Meter in der Höhe, das ist eine Bildfläche von 240 Quadratmetern.
Der digitale Projektor NEC NC3200S ist mit einem 6000 Watt Xenonkolben ausgestattet.
Die Lichtleistung beträgt ca. 26000 Lumen.
Der Filmton wird über UKW auf der Frequenz 88,6 MHz direkt ins Autoradio übertragen.